# Ed Gayda
Edward C. "Ed" Gayda (Hoquiam, Washington, 11 de mayo de 1927) es un exjugador de baloncesto estadounidense que disputó una temporada en la NBA. Con 1,93 metros de estatura, jugaba en la posición de alero.

## Trayectoria deportiva

### Universidad
Jugó durante cuatro temporadas con los Cougars de la Universidad Estatal de Washington, en las que promedió 9,3 puntos por partido. Fue incluido en el Salón de la Fama de su universidad en 1983.

### Profesional
Fue elegido en la decimosexta posición del Draft de la NBA de 1950 por Tri-Cities Blackhawks, donde solo llegó a disputar 14 partidos, en los que promedió 3,9 puntos y 2,7 rebotes.

## Estadísticas de su carrera en la NBA

### Temporada regular
| Temporada | Edad | Equipo                | Liga | P  | TIT | MIN | TC  | TCA | %TC  | 3P | 3PA | %3P | TL  | TLA | %TL  | R.OF. | R.DEF. | REB | ASIS | ROB | TAP | PER | FP  | PTS |
| 1950-51   | 23   | Tri-Cities Blackhawks | NBA  | 14 |     |     | 1.3 | 3.0 | .429 |    |     |     | 1.3 | 1.6 | .783 |       |        | 2.7 | 0.9  |     |     |     | 2.3 | 3.9 |
| Total     |      |                       | NBA  | 14 |     |     | 1.3 | 3.0 | .429 |    |     |     | 1.3 | 1.6 | .783 |       |        | 2.7 | 0.9  |     |     |     | 2.3 | 3.9 |